# 15e division d'infanterie (France)
Pour les articles homonymes, voir 15e division.
La 15e division d'infanterie, devenue de 1935 à 1940 15e division d'infanterie motorisée (15e DIM), est une division d'infanterie de l'armée de terre française qui a participé à la Première et à la Seconde Guerre mondiale.

## Les chefs de la15edivisiond'infanterie

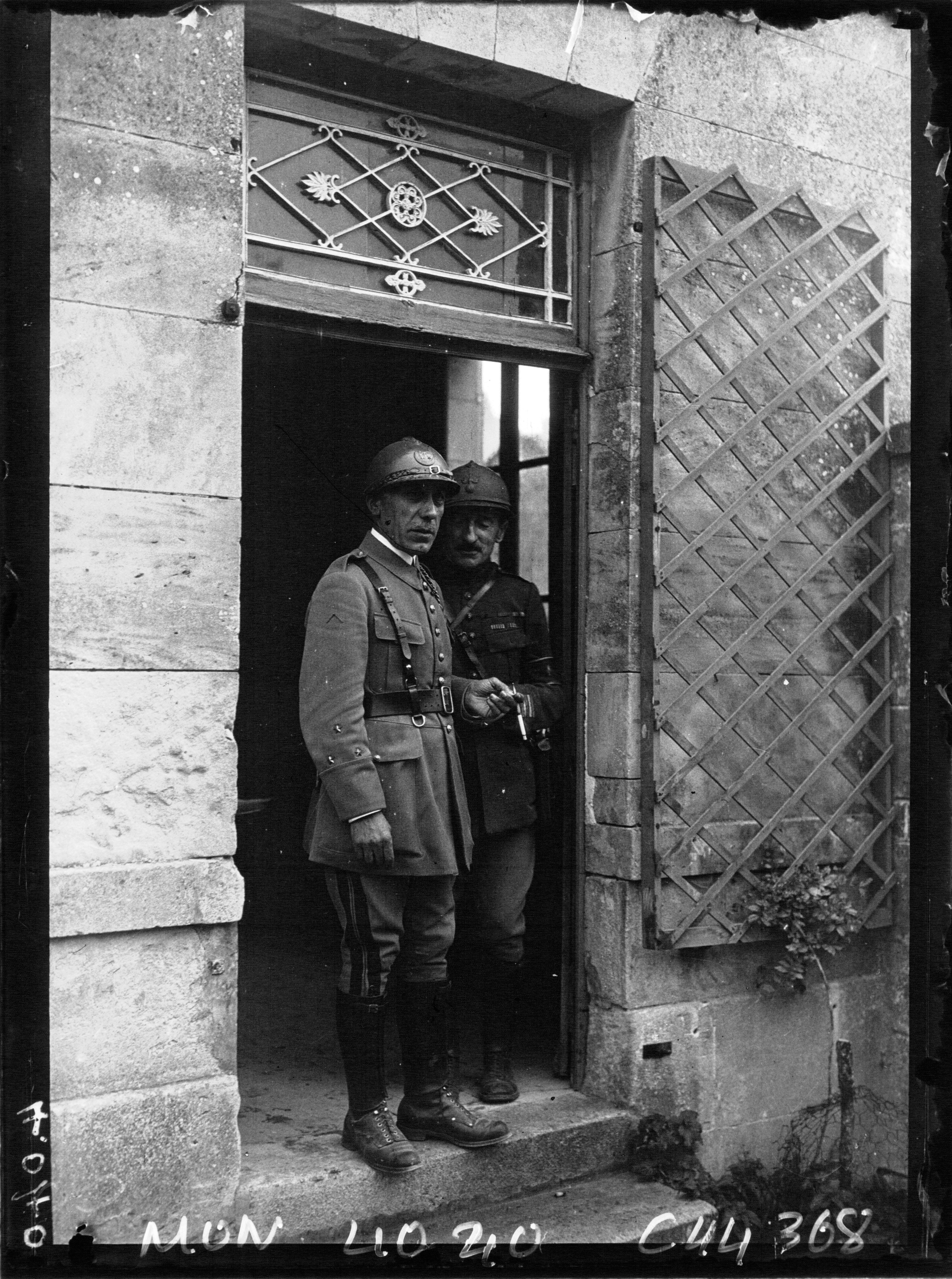
Le général Besson, commandant la en 1932.

- 17 mai 1875 - 11 février 1879 : général marquis de Galliffet
- 5 mars 1879 - 28 février 1880 : général de Courcy
- 26 décembre 1884 : général Tricoche
- 9 janvier 1889 : général Boussenard
- 22 août 1889 : général de Hay-Durand
- 24 juillet 1895 - 27 janvier 1899 : général Darras
- 4 octobre 1899 - 7 août 1903 : général de Ferron
- 20 octobre 1903 : général de Laborie de Labatut
- 22 décembre 1906 - 22 août 1910 : général Marcot
- 28 septembre 1910 - 23 octobre 1912 : général Carbillet
- 29 novembre 1913 : général Bajolle
- 14 octobre 1914 : général d'Armau de Pouydraguin[1]
- 24 mars 1915 - 15 juillet 1915 : général Blazer[1]
- 15 juillet 1915 - 9 mars 1917 : général Collas[1]
- 9 mars 1917 - 2 juillet 1923 : général Arbanère
- 14 décembre 1928 : général Héring
- 5 janvier 1931 - 12 décembre 1933 : général Besson
- 14 janvier 1936 - 18 juin 1938 : général Fagalde
- 23 juin 1938 - 24 novembre 1939 : général Parisot
- 4 décembre 1939 - 30 mai 1940 : général Juin
- 1976 - 1978 : général Verguet[2]
- 1978 - 1980 : général Delpech[3]
- 1980 - 30 août 1982 : général Pierre Haicault de La Regontais
- 30 août 1982 - : général Fayette[4]
- 1986 - 1988 : général Cot[5]
- 1988 - : général Bresson[6]
- 1991 - 1992 : général Zeisser[7]
- 1992 - : général Genest[8]

## Première Guerre mondiale

### Composition

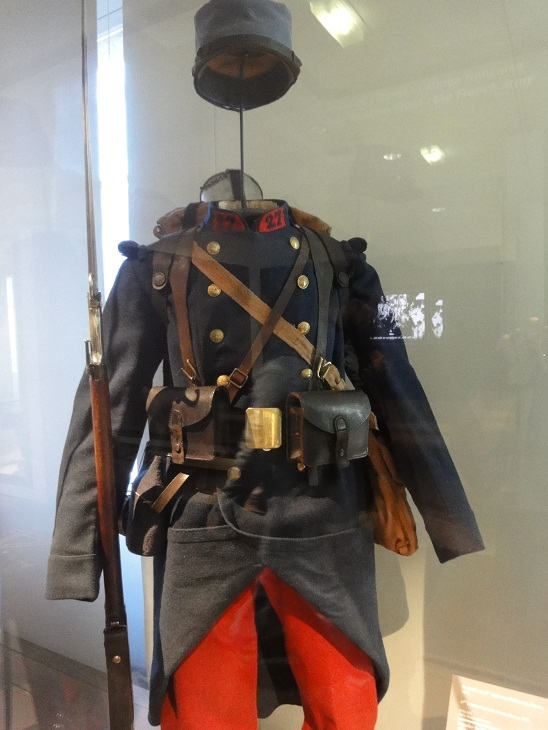
Uniforme du en août 1914.

Mobilisée dans la 8e région militaire, la division appartient au 8e corps d'armée, au sein de la 1re armée française.
- Infanterie :
  - 29e brigade (dissoute en janvier 1917, les régiments sont alors directement rattachés à l'infanterie divisionnaire)[9] :
    - 56e régiment d'infanterie d'août 1914 à novembre 1918
    - 134e régiment d'infanterie d'août 1914 à novembre 1918

  - 30e brigade (dissoute en janvier 1917, les régiments sont alors directement rattachés à l'infanterie divisionnaire)[9] :
    - 10e régiment d'infanterie d'août 1914 à novembre 1918
    - 27e régiment d'infanterie d'août 1914 à janvier 1917

  - Un bataillon de pionniers du 106e régiment d'infanterie territoriale d'août à novembre 1918
- Cavalerie[9] :
  - 16e régiment de chasseurs (1 escadron d'août 1914 à janvier 1917 puis deux jusqu'en novembre 1918)
- Artillerie[9] :
  - 48e régiment d'artillerie de campagne (trois groupes 75)
- Génie[9] :
  - 4e régiment du génie :
    - Compagnie 8/1, d'août 1914 à novembre 1918
    - Compagnie 8/1bis puis 8/51, de mi-1915 à novembre 1918
    - Compagnie 8/21 de début 1917 à novembre 1918

  - Compagnie de sapeurs-pionniers du 1er régiment du génie en 1917
  - Détachement de travailleurs/8

### Historique

#### 1914
- 2 – 10 août : transport par VF dans la région de Bayon : concentration dans celle de Damas-aux-Bois et de Saint-Boingt[10].
- 10 – 14 août : mouvement vers la Meurthe, vers Vathiménil et Fraimbois ; stationnement[10].
- 14 – 21 août : offensive en direction de Sarrebourg, par Foulcrey et Gondrexange[10].
  - 20 août : engagée dans la bataille de Sarrebourg : combat vers Gosselming.
- 21 – 25 août : repli, par la région de Gondrexange, vers celle de d'Essey-la-Côte et d'Haillainville[10].
- 25 août – 13 septembre : engagée dans la bataille de la Mortagne : combats vers Rozelieures, Giriviller, Magnières, Moyen et Vallois, puis le 12 septembre, progression jusqu'à la Meurthe[10].
- 13 – 27 septembre : retrait du front et transport par VF, de la région de Bayon, dans celle de Saint-Mihiel ; repos[10].
  - À partir du 19, transport par VF., dans la région de Sainte-Menehould ; repos.
  - À partir du 23, mouvement, par Chaumont-sur-Aire, vers Dombasle-sur-Argonne et Aubréville ; travaux.
  - À partir du 26, mouvement par la région d'Issoncourt, vers celle de Saint-Mihiel.
- 27 septembre 1914 – 4 avril 1915 : engagée dans la Bataille de Flirey : Combats au nord de Saint-Mihiel et vers la Forêt d'Apremont. Puis stabilisation, et occupation d'un secteur vers le Bois d'Ailly et la Meuse : nombreuses actions locales et guerre de mines[10].

#### 1915
- 4 avril – 27 septembre : engagée dans la 1re bataille de la Woëvre : du 5 au 10 avril, du 22 au 24 avril, et le 30 avril, violentes attaques françaises au Bois d'Ailly ; puis stabilisation[10].
  - 30 avril - 11 mai : légère réduction du front, à droite.
- 27 – 29 septembre : retrait du front, et transport par VF. dans la région de Sainte-Menehould[10].
- 29 septembre – 9 décembre : transport par camion vers Perthes-lès-Hurlus[11].
  - 3 octobre, occupation d'un secteur entre l'ouest de la butte de Tahure et l'est de la cote 193.
  - À partir du 6 octobre, engagée dans la Bataille de Champagne (1915) : combats de la route de Tahure à SommePy.
  - 28 octobre - 5 novembre : repos ; puis, occupation d'un secteur entre Tahure et la route de Tahure à Somme-Py.
- 9 – 27 décembre : retrait du front ; le 11, transport par VF. dans la région de Commercy ; travaux, instruction[11].
- 27 décembre 1915 – 14 janvier 1916 : mouvement vers Villotte-devant-Saint-Mihiel : instruction au camp de Belerain et travaux[11].

#### 1916
- 14 janvier – 21 juin : mouvement vers le front ; à partir du 19 janvier, occupation d'un secteur vers Apremont et Kœur-la-Grande[11].
- 21 juin – 21 juillet : retrait du front ; repos vers Void[11].
  - À partir du 25 juin, mouvement par étapes vers Bayon.
  - Séjour au camp de Saffais.
  - À partir du 15 juillet, mouvement vers la région de Combles.
- 21 juillet – 11 août : mouvement vers le front. Engagée, à partir du 25 juillet, dans la Bataille de Verdun, vers le bois de Vaux Chapitre et Fleury-devant-Douaumont[11] :
  - 28 juillet, attaque française vers le bois de Vaux Chapitre.
  - 1er et 5 août : attaques allemandes sur le bois de Vaux Chapitre.
  - 2 et 5 août : attaques françaises sur Fleury-devant-Douaumont.
- 11 – 18 août : retrait du front, transport par camions vers la région de Saint-Dizier, puis, partir du 15 août, transport par VF dans celle de Lunéville ; repos[11].
- 18 août – 21 septembre : mouvement vers le front et occupation d'un secteur vers Ancerviller et Emberménil[11].
- 21 septembre – 25 novembre : retrait du front et mouvement vers le camp de Saffais ; instruction[11].
- 25 novembre – 22 décembre : transport par VF. dans la région de Crèvecœur-le-Grand ; repos (à partir du 7 décembre, des éléments de la D.I participent à l'occupation d'un secteur vers Belloy-en-Santerre)[11].
- 22 décembre 1916 – 8 janvier 1917 : occupation d'un secteur à l'est de Belloy-en-Santerre et de Berny-en-Santerre[11].

#### 1917
- 8 - 20 janvier : retrait du front et repos vers Grandvilliers. À partir du 16, transport par VF. dans la région de Châlons ; repos[12].
- 20 janvier – 9 août : occupation d'un secteur vers l'est de l'Epine de Vedegrange et Auberive-sur-Suippe ; 22 mars, mouvement de rocade, et occupation d'un nouveau secteur vers Maisons de Champagne et la Courtine : actions locales, particulièrement violentes les 24, 29 et 30 mars[12].
- 9 – 29 août : retrait du front ; repos vers Mairy-sur-Marne[12].
- 29 août 1917 – 20 mars 1918 : mouvement vers le front, et, le 1er septembre, occupation d'un secteur vers Maisons de Champagne et la Butte-du-Mesnil[12].
  - 14 février, attaque sur la Galoche ; 1er mars, violente contre-attaque allemande dans cette région.

#### 1918
- 20 – 27 mars : retrait du front ; repos vers Saint-Germain-la-Ville[12].
- 27 mars – 29 mai : transport par VF. vers le front dans la région de Choisy-au-Bac. À partir du 2 avril, occupation d'un secteur vers Orvillers-Sorel et la Berlière[12].
- 29 mai – 18 août : retrait du front, et, à partir du 1er juin, occupation d'un secteur vers Nampcel et le mont de Choisy, réduit, le 10 juin, au front bois Saint-Mard, ferme Quennevières : combats vers la ferme Puiseux (3e bataille de l'Aisne)[12].
- 18 août – 15 septembre : engagée, en direction de l'Oise, dans la 2e Bataille de Noyon, et, à la fin août, dans la poussée vers la ligne Hindenburg : progression sur la rive gauche de l’Oise jusqu'à la haute forêt de Coucy ; organisation des positions conquises entre le sud de Servais et l'Oise[12].
- 15 septembre – 3 octobre : retrait du front ; repos vers Neuilly-en-Thelle[12].
- 3 octobre – 2 novembre : Transport dans la région de Nesle ; engagée, à partir, du 9 octobre, dans les batailles de Saint-Quentin et de Mont d'Origny : prise de Fontaine-Notre-Dame, d'Aisonville, de Bernoville et de Tupigny ; puis organisation et occupation d'un secteur sur les positions conquises[12].
- 2 – 11 novembre : retrait du front, mouvement par étapes vers Ribécourt, puis vers Estrées-Saint-Denis et Luzarches ; repos et instruction. À partir du 10 novembre, travaux pour le GMP[12].

### Rattachements
Affectation organique : 8e corps d'armée d'août 1914 à novembre 1918
- 1re armée
  - 2 août – 16 septembre 1914
  - 27 septembre 1914 – 27 septembre 1915
  - 11 – 27 décembre 1915
  - 16 – 27 janvier 1916
  - 15 – 17 juillet 1916
  - 14 septembre – 11 novembre 1918
- 2e armée
  - 16 – 19 septembre 1914
  - 27 septembre – 11 décembre 1915
  - 17 juillet – 15 août 1916
- 3e armée
  - 19 – 20 septembre 1914

23 – 27 septembre 1914
27 – 30 mars 1918
31 mars – 11 juin 1918
2 – 11 août 1918
30 août – 14 septembre 1918
- 4e armée

20 – 23 septembre 1914
16 janvier 1917 – 27 mars 1918
- 6e armée
  - 30 – 31 mars 1918
- 10e armée
  - 25 novembre 1916 – 16 janvier 1917
  - 11 juin – 2 août 1918
  - 11 – 30 août 1918
- Détachement d'armée de Lorraine
  - 27 janvier – 15 juillet 1916
  - 15 août – 25 novembre 1916
- Région fortifiée de Verdun
  - 27 décembre 1915 – 16 janvier 1916

## L'entre-deux-guerres

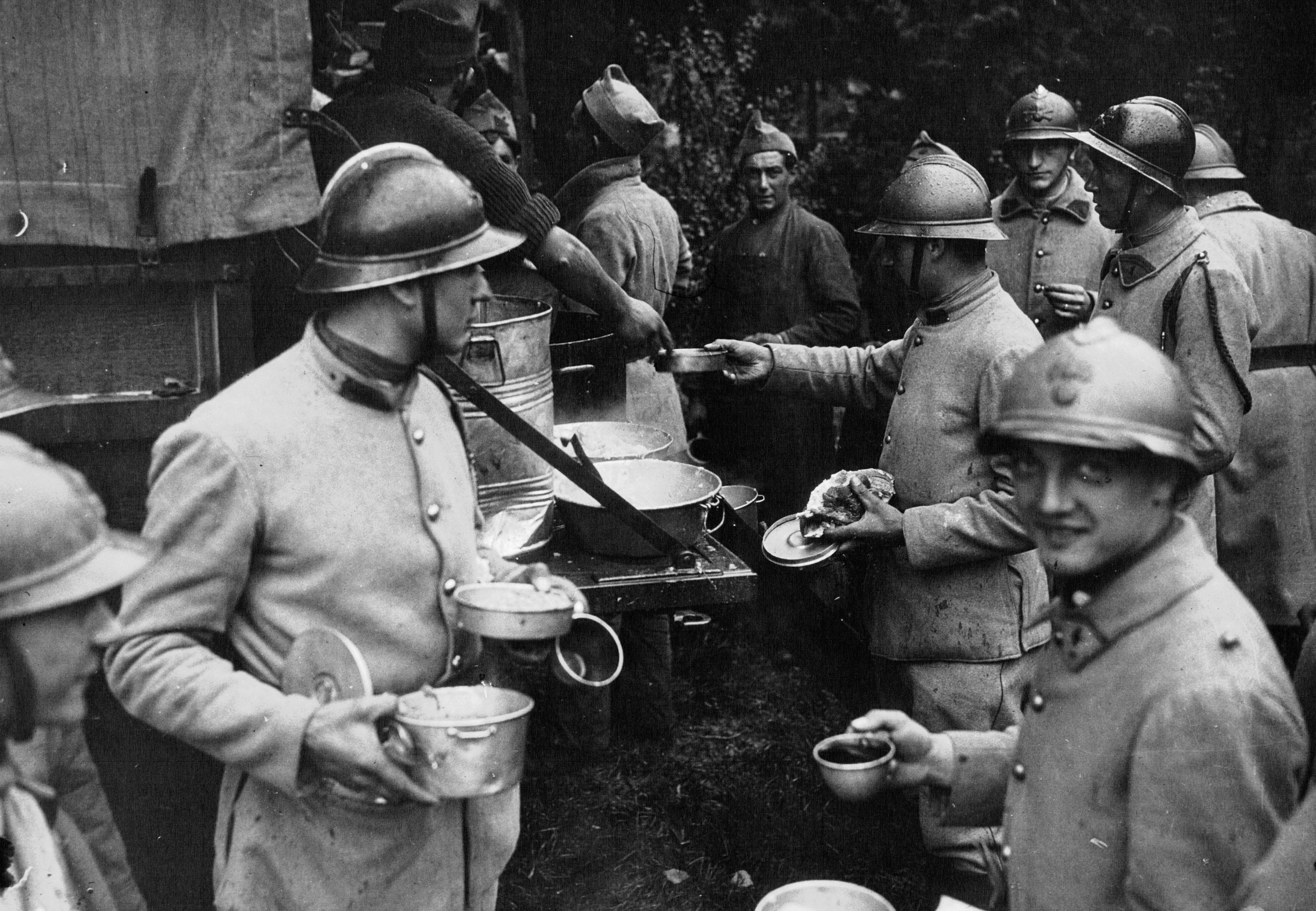
Popotte de la lors des manœuvres militaires de 1932. À gauche au premier plan, un fantassin du 4e RI et derrière lui deux artilleurs du 1er RAD.

La loi du 13 juillet 1927, sur l’organisation générale de l’armée et la loi des cadres et effectifs du 28 mars 1928, fixent le nombre des divisions d’infanterie métropolitaines à vingt.
Ces dernières sont considérées comme des forces de territoire affectées à la défense du sol métropolitain.

Ces grandes unités d’infanterie sont de trois types, dix divisions d’infanterie de type « nord-est », sept divisions d’infanterie motorisées et trois divisions d’infanterie alpine.
La 15e division d'infanterie est stationnée à Dijon.
Elle devient une division d'infanterie motorisée, type renforcé, en 1935.
Sa composition en temps de paix est la suivante :
- 4e régiment d'infanterie : Auxerre et Sens
- 27e régiment d'infanterie : Dijon
- 134e régiment d'infanterie : Chalon-sur-Saône, Mâcon et Autun
- 1er régiment d'artillerie divisionnaire : Auxonne.

## Seconde Guerre mondiale

### Composition
En 1940, la 15e division d'infanterie motorisée se compose de :
- 4e régiment d'infanterie (type motorisé)
  - 13e compagnie de pionniers
- 27e régiment d'infanterie (type motorisé)
  - 14e compagnie antichar
- 134e régiment d'infanterie (type motorisé)
- 4e groupe de reconnaissance de division d'infanterie (type motorisé avec automitrailleuses)
- 1er régiment d'artillerie divisionnaire
  - 10e batterie divisionnaire antichar
- 201e régiment d'artillerie lourde divisionnaire
- Batterie 706/409e RADCA
- 15e parc d'artillerie divisionnaire
- 15e compagnie d'ouvriers d'artillerie
- 215e et 415e sections de munitions automobile
- Compagnies de sapeurs-mineurs 15/1 et 15/2 (ex-15e bataillon du génie dissous en novembre 1939)
- Compagnie télégraphique 15/31
- Compagnie radio 15/82
- Compagnie automobile de quartier général 215/8
- Compagnie automobile de transport 315/8
- Groupe d'exploitation divisionnaire 15/8 (intendance)
- 15e groupe sanitaire divisionnaire

### Historique
Le 10 mai 1940 la 15e DIM, sous les ordres du général Juin, est rattachée au 4e corps d'armée qui est intégré à la 1re armée. Elle entre en Belgique dans le cadre du plan Dyle. Les 14 et 15 mai, elle arrête les Allemands lors de la bataille de Gembloux. Elle se replie ensuite à cause de la percée allemande dans les Ardennes et recule vers Valenciennes puis Lille. Le 25 mai 1940, elle est prise dans la poche de Lille et résiste dans les faubourgs sud jusqu'au 29 mai, où la division se rend, munitions épuisées. Quelques soldats de la division rejoignent Dunkerque.

## Après 1945
La 15e division d'infanterie est recréée en 1976. Avec son poste de commandement à Limoges, elle regroupe les unités suivantes :
- 57e régiment d'infanterie du camp de Souge,
- 126e régiment d'infanterie de Brive-la-Gaillarde,
- 22e régiment d'infanterie de marine d'Albi,
- 5e régiment de chasseurs de Périgueux,
- 20e régiment d'artillerie de Limoges.

Elle est majoritairement constituée d'appelés,.
En 1978, il est testé la constitution d'une 115e division d'infanterie à partir des anciens appelés et cadres ayant appartenu à la 15e DI. Les automitrailleuses du 5e chasseurs participent cette même année à l'opération Hippocampe avec la force intérimaire des Nations unies au Liban.
En 1992, la division regroupe 8 000 hommes et des blindés VAB et AMX-10 RC. Elle envoie un bataillon de 1 350 soldats en Bosnie au sein de la force de protection des Nations unies en octobre 1992.
La division est dissoute en juillet 1994, pour renforcer la 27e division alpine,.

## Insignes

### Insigne de 1939
L'insigne de la division en 1939 est fabriqué par l'entreprise Delalande. Il est constitué d'un écu aux couleurs du fanion du commandant de la 1re division d'infanterie d'un corps d'armée (rouge-blanc-rouge verticalement), avec au centre une roue dentée (symbole de la motorisation) avec une grenade (symbole de l'infanterie). L'écu est en général surmonté d'un aigle mais ce dernier est absent de certains insignes,.

### Articles annexes
- Organisation de l'Armée de terre française
- Ordre de bataille de l'armée française en août 1914
- Armée française en 1940